# Aljustrel
Aljustrel es un municipio del distrito de Beja, región de Alentejo. Según el censo de 2021, tiene una población de 8879 habitantes.

## Geografía
Tiene una superficie de 458,47 km² de área, subdividida en 4 freguesias. 

## Límites
El municipio limita al norte con el municipio de Ferreira do Alentejo, al este con Beja, al sur con Castro Verde, al suroeste con Ourique y al oeste con Santiago do Cacém.

## Historia

### Vipasca
En la era imperial romana, el área de Aljustrel era un importante centro minero que explotaba minas de cobre, oro y plata, conocido con el nombre de Vipasca. Los disturbios políticos de los años 260-270 parece que redujeron la actividad minera. En los pozos (cuadrados o circulares, de aproximadamente 1 m de diámetro o de lado) y en las galerías (1 m de ancho, máximo de 1,2 m de altura) se ha encontrado canastas para transportar el mineral, poleas y diferentes útiles de minero. Una galería, de 750 m de largo y 60 m de profundidad, 20 m debajo del nivel del agua, aparentemente sirvió como canal de drenaje.
Aquí se encontraron entre finales del siglo XIX y principios del siglo XX dos tablas inscritas de bronce, que datan del siglo II, en la época del emperador Adriano. La primera contiene las medidas vigentes para el distrito minero local (inetallum vipascense) y la segunda contiene la Lex metalli Vipascensis, una ley que regulaba el sector minero y las actividades relacionadas llevadas a cabo en el área, constituyendo un documento muy importante para el conocimiento del derecho romano en el sector minero. La administración de los pozos y del centro minero estaba bajo la autoridad de un procurador romano.

## Demografía
| Gráfica de evolución demográfica de Aljustrel entre 1864 y 2021 |
|                                                                 |
| Datos según el nomenclátor publicado por el INE portugués.      |

## Freguesias
Las freguesias de Aljustrel son las siguientes:
- Aljustrel e Rio de Moinhos
- Ervidel
- Messejana
- São João de Negrilhos

## Hermanamiento
Hem (Francia) 